# Japão na Primeira Guerra Mundial
O Japão participou da Primeira Guerra Mundial de 1914 a 1918 em uma aliança com a Tríplice Entente e desempenhou um papel importante na proteção das rotas marítimas no Pacífico Ocidental e no Oceano Índico contra a Marinha Imperial Alemã como membro dos Aliados. Politicamente, o Império Japonês aproveitou a oportunidade para expandir sua esfera de influência na China e obter reconhecimento como grande potência na geopolítica do pós-guerra.
Os militares japoneses, aproveitando as grandes distâncias e a preocupação do Império Alemão com a guerra na Europa, apreenderam as possessões alemãs no Pacífico e no Leste Asiático, mas não houve mobilização em grande escala da economia. O ministro das Relações Exteriores, Katō Takaaki e o primeiro ministro Ōkuma Shigenobu, queriam aproveitar a oportunidade para expandir a influência japonesa na China. Eles alistaram Sun Yat-sen, durante seu exílio no Japão, mas obtiveram pouco sucesso. A Marinha Imperial Japonesa, uma instituição burocrática quase autônoma, tomou sua própria decisão de empreender a expansão no Pacífico. Ela capturou os territórios da Micronésia da Alemanha ao norte do equador e governou as ilhas até que fossem transferidas para o controle civil em 1921. A operação deu à Marinha uma justificativa para aumentar seu orçamento para dobrar o orçamento do Exército Imperial Japonês e expandir a frota. Assim, a Marinha ganhou significativa influência política sobre os assuntos nacionais e internacionais.

## Eventos de 1914

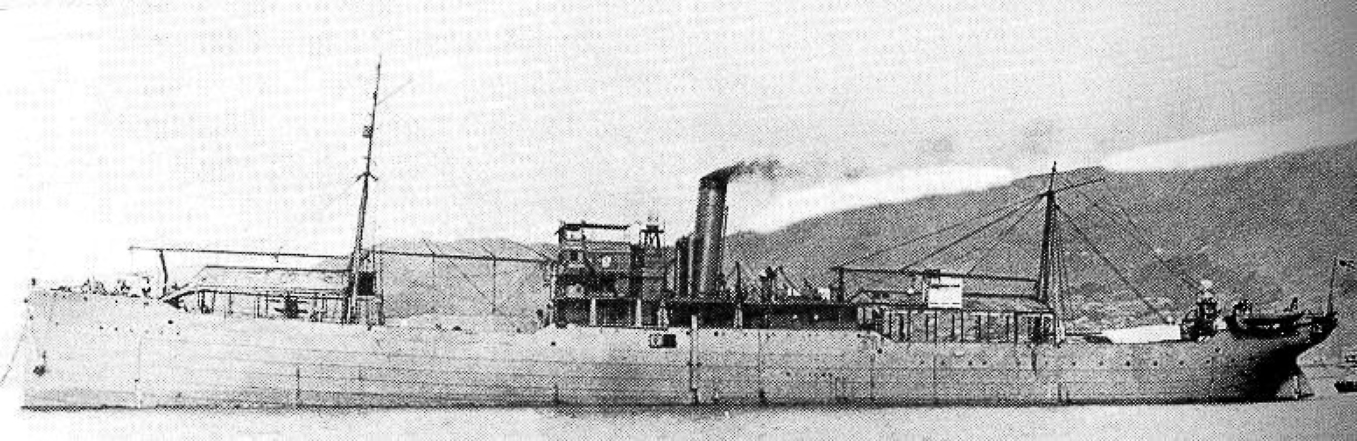
O porta-aviões japonês Wakamiya em 1913

Na primeira semana da Primeira Guerra Mundial, o Japão propôs ao Reino Unido, seu aliado desde 1902, que o Japão entraria na guerra se pudesse tomar os territórios alemães do Pacífico. Em 7 de agosto de 1914, o governo britânico pediu oficialmente ao Japão ajuda para destruir os invasores da Marinha Imperial Alemã em e ao redor das águas chinesas. O Japão enviou à Alemanha um ultimato em 15 de agosto de 1914, que ficou sem resposta; O Japão então declarou guerra formalmente à Alemanha em 23 de agosto de 1914 em nome do imperador Taisho. Como Viena se recusou a retirar o cruzador austro-húngaro SMS Kaiserin Elisabeth de Qingdao, o Japão declarou guerra à Áustria-Hungria, em 25 de agosto de 1914.
As forças japonesas rapidamente ocuparam os territórios coloniais alemães no Extremo Oriente. Em 2 de setembro de 1914, as forças japonesas desembarcaram na província chinesa de Shandong e cercaram o assentamento alemão em Tsingtao (Qingdao). Durante o mês de outubro, agindo virtualmente de forma independente do governo civil, a Marinha Imperial Japonesa apreendeu várias das colônias alemãs no Pacífico: as Ilhas Marianas, Ilhas Carolinas e as Ilhas Marshall, praticamente sem resistência. A Marinha Japonesa conduziu os primeiros ataques aéreos lançados pela Marinha contra alvos terrestres ocupados por alemães na província de Shandong e navios na Baía de Qiaozhou do porta-aviões Wakamiya. Em 6 de setembro de 1914, um hidroavião lançado por Wakamiya atacou sem sucesso o cruzador austro-húngaro Kaiserin Elisabeth e a canhoneira alemã Jaguar com bombas.
O Cerco de Tsingtao terminou com a rendição das forças coloniais alemãs em 7 de novembro de 1914.
Em setembro de 1914, a pedido do Exército Imperial Japonês, a Cruz Vermelha Japonesa reuniu três esquadrões, cada um composto por um cirurgião e vinte enfermeiras, que foram despachados para a Europa em uma missão de cinco meses. As equipes deixaram o Japão entre outubro e dezembro de 1914 e foram designadas para Petrogrado, Paris e Southampton. A chegada dessas enfermeiras recebeu ampla cobertura da imprensa, e seus países anfitriões posteriormente solicitaram que essas equipes estendessem suas atribuições para quinze meses.

## Eventos de 1915-1916
Em fevereiro de 1915, fuzileiros navais dos navios da Marinha Imperial Japonesa baseados em Singapura ajudaram a reprimir um motim das tropas indianas contra o governo britânico. Com os aliados europeus do Japão fortemente envolvidos na guerra na Europa, o Japão procurou consolidar ainda mais sua posição na China, apresentando as Vinte e uma Exigências ao presidente chinês Yuan Shikai em janeiro de 1915. Se alcançadas, as Vinte e Uma Demandas teriam essencialmente reduzido a China para um protetorado japonês, e às custas de numerosos privilégios já desfrutados pelas potências europeias em suas respectivas esferas de influência dentro da China. Diante das lentas negociações com o governo chinês, sentimentos anti-japoneses generalizados e crescentes e condenação internacional (especialmente dos Estados Unidos), o Japão retirou o grupo final de demandas e um tratado foi assinado pela China em 25 de maio de 1915.
Ao longo de 1915 a 1916, os esforços alemães para negociar uma paz separada com o Japão falharam. Em 3 de julho de 1916, o Japão e a Rússia assinaram um tratado pelo qual cada um se comprometia a não fazer uma paz separada com a Alemanha e concordou em consultar e agir em conjunto caso o território ou os interesses de cada um na China fossem ameaçados por terceiros externos. Embora a Rússia tivesse uma reivindicação de território chinês pelo Kyakhta e outros tratados, o Japão desencorajou a Rússia de anexar Heilongjiang e começou lentamente a expulsar as outras potências, como os alemães nas Vinte e uma Exigências. A linha que delimitou as esferas de influência russa (norte) e japonesa (sul) na China foi a Ferrovia Trans-Manchuriana.

## Eventos de 1917

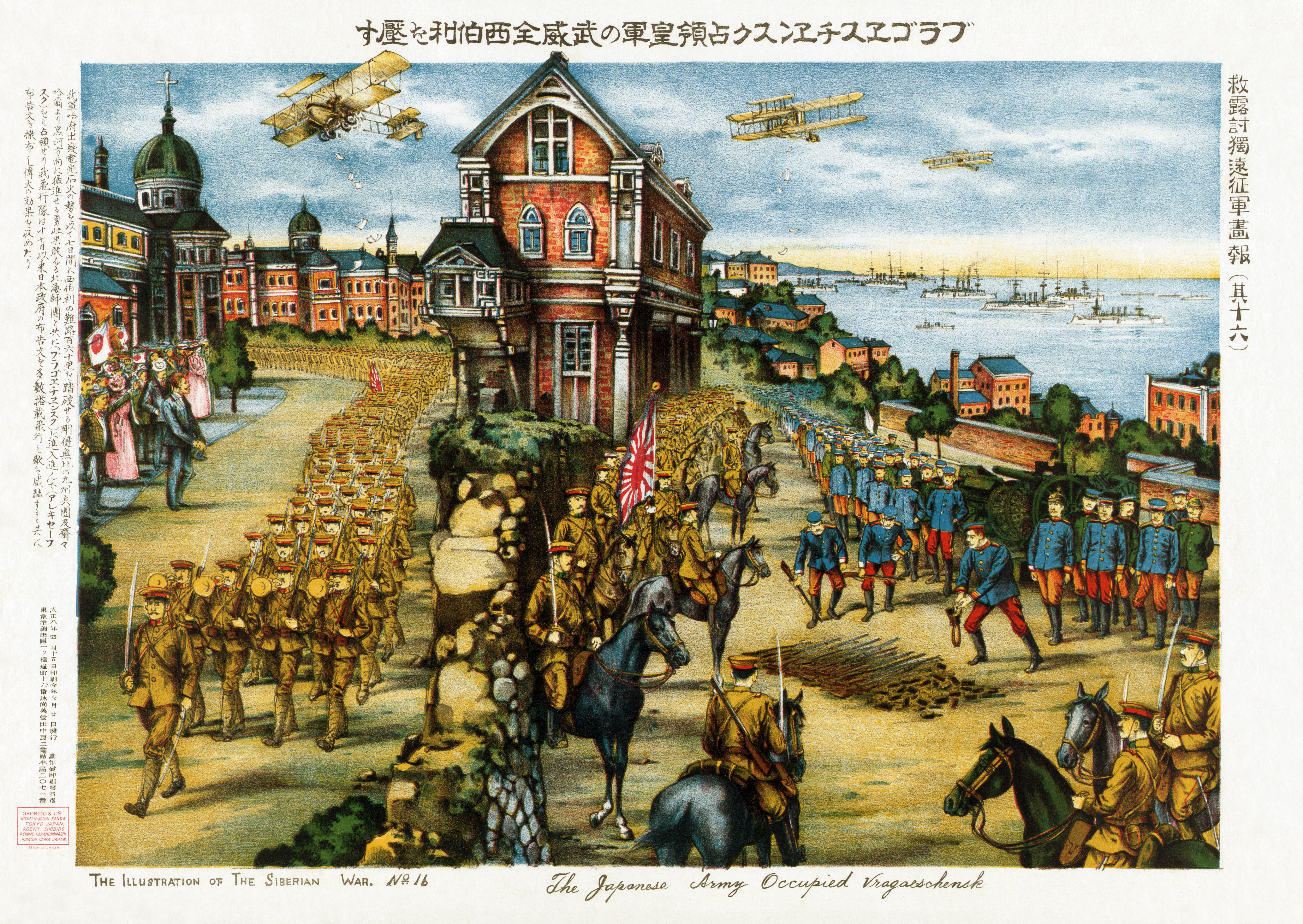
Ocupacão japonesa de Blagoveshchensk

Em 18 de dezembro de 1916, o almirantado britânico novamente solicitou ajuda naval do Japão. O novo gabinete japonês, sob o comando do primeiro-ministro Terauchi Masatake, estava mais favoravelmente inclinado a fornecer assistência militar, desde que o governo britânico apoiasse as reivindicações territoriais do Japão sobre as recém-adquiridas possessões alemãs no Pacífico Sul e Shandong. Quando a Alemanha anunciou a retomada da guerra submarina irrestrita em 1° de fevereiro de 1917, o governo britânico concordou.
Dois dos quatro cruzadores do Primeiro Esquadrão Especial em Singapura foram enviados para a Cidade do Cabo, África do Sul, e quatro destróieres foram enviados para o Mediterrâneo com base em Malta, quartel-general da Frota do Mediterrâneo da Marinha Real Britânica.
O Segundo Esquadrão Especial realizou tarefas de escolta para transporte de tropas e operações anti-submarinas. Não perderam nenhum navio, embora em 11 de junho de 1917 um contratorpedeiro da classe Kaba ("Sakaki") tenha sido torpedeado por um submarino austro-húngaro (U27) estacionado em Creta. O ataque matou cinquenta e nove marinheiros japoneses. O esquadrão japonês fez um total de 348 missões de escolta de Malta e protegeu 788 navios que transportavam cerca de 700.000 soldados. Também resgatou mais 7.075 pessoas de navios danificados e naufragados. O Reino Unido admitiu a expansão japonesa em Shandong e nas ilhas do Pacífico ao norte do equador em troca da contribuição naval japonesa para o conflito mundial.
Com a entrada dos americanos na Primeira Guerra Mundial em 6 de abril de 1917, os Estados Unidos e o Japão se viram do mesmo lado, apesar de suas relações se tornarem cada vez mais tensas devido a desentendimentos sobre a China e sua rivalidade no Pacífico. A assinatura do Acordo Lansing-Ishii em 2 de novembro de 1917 foi uma tentativa de reduzir a tensão entre as duas nações. A tensão entre os dois países foi acentuada em 1913 pelo reconhecimento americano do presidente Yuan Shikai, que havia relatado concessões bancárias e petrolíferas aos Estados Unidos, e por medidas anti-japonesas na Califórnia. A população japonesa no entanto estava mais preocupada com a possibilidade da eclosão de um conflito com os Estados Unidos do que com a distante guerra europeia.

## Eventos de 1918
Em 1918, o Japão continuou a estender sua influência e privilégios na China por meio dos Empréstimos Nishihara. Após a Revolução Bolchevique na Rússia, o Japão e os Estados Unidos enviaram forças para a Sibéria em 1918 para reforçar os exércitos do líder do Movimento Branco, Aleksandr Kolchak, contra o exército Vermelho Bolchevique. Nesta intervenção na Sibéria, o Exército Imperial Japonês inicialmente planejou enviar mais de 70.000 soldados para ocupar a Sibéria, no extremo oeste do lago Baikal. O plano foi reduzido consideravelmente devido à oposição dos Estados Unidos.
Perto do final da guerra, o Japão cada vez mais atendia aos pedidos de material de guerra necessário para seus aliados europeus. O boom do tempo de guerra ajudou a diversificar a indústria do país, aumentar suas exportações e transformar o Japão de um país devedor em um credor pela primeira vez. As exportações quadruplicaram de 1913 a 1918. O influxo maciço de capital para o Japão e o subsequente boom industrial levaram a uma inflação rápida. Em agosto de 1918, distúrbios do arroz causados por essa inflação eclodiram em vilas e cidades por todo o Japão.

## Eventos de 1919
O ano de 1919 viu o representante do Japão, Saionji Kinmochi, sentado ao lado dos "Quatro Grandes" na Conferência de Paz de Paris. Tóquio ganhou um assento permanente no Conselho da Liga das Nações e a Conferência de Paz de Paris confirmou a transferência para o Japão dos direitos da Alemanha em Shandong. Da mesma forma, as ilhas do Pacífico mais ao norte do Império Alemão ficaram sob um mandato, chamado de Mandato do Pacífico Sul. Apesar das proezas do Japão em escala global e de sua contribuição considerável para o esforço de guerra aliado em resposta aos apelos britânicos por ajuda no Mediterrâneo e no Leste Asiático, as potências ocidentais presentes na Conferência de Paz rejeitaram a oferta do Japão por uma cláusula de igualdade racial no Tratado de Versalhes.[carece de fontes?] O Japão, no entanto, emergiu como uma grande potência na política internacional no final da guerra.

## Consequências
A prosperidade provocada pela Primeira Guerra Mundial não durou. Embora a indústria leve do Japão tenha assegurado uma fatia do mercado mundial, o Japão voltou ao status de nação devedora logo após o fim da guerra. A facilidade da vitória do Japão, o impacto negativo da crise financeira no período Showa em 1926 e as instabilidades políticas internas ajudaram a contribuir para o surgimento do militarismo japonês no final dos anos 1920-1930.